# Betta channoides
Betta channoides är en fiskart som beskrevs av Maurice Kottelat och Ng, 1994. Betta channoides ingår i släktet Betta och familjen Osphronemidae. Inga underarter finns listade.